# فنار بورسعيد القديم

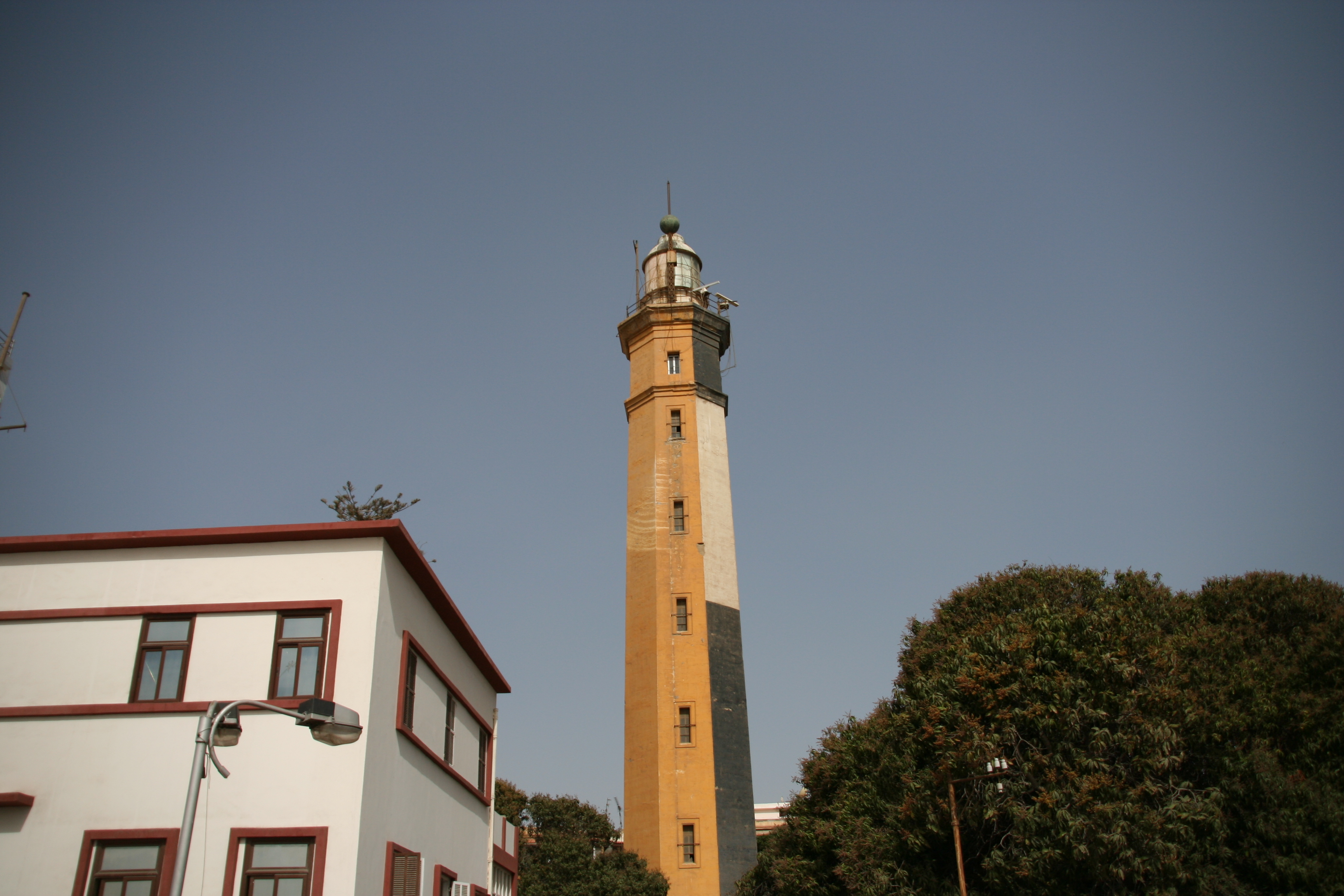
فنار بورسعيد القديم

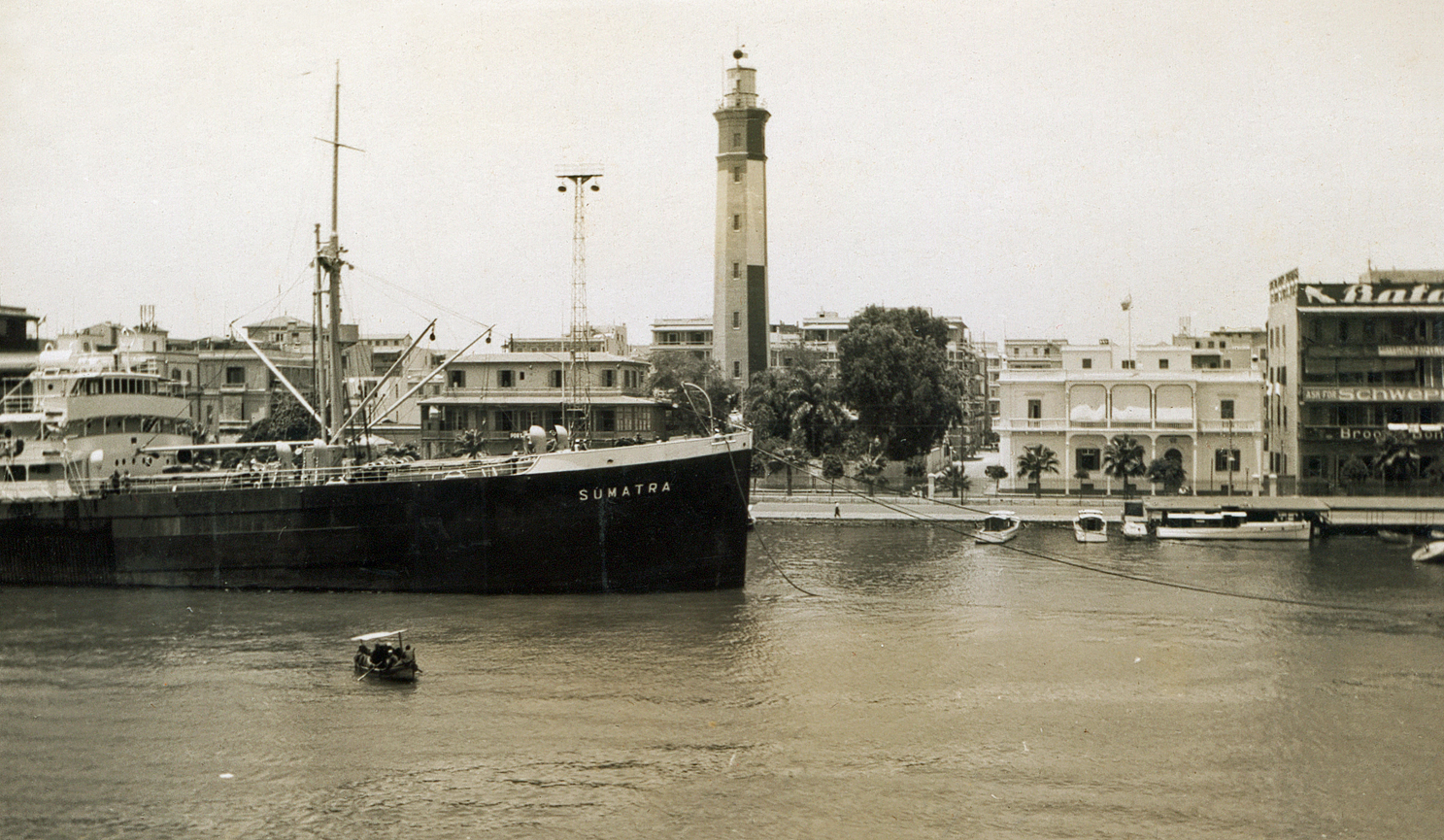
صورة من ثلاثينيات القرن الماضي

فنار بورسعيد القديم أو منارة بورسعيد يعد واحدا من أهم المعالم السياحية والأثرية في مدينة بورسعيد في مصر حيث يمثل نموذجا فريدا لتطور عمارة القرن التاسع عشر بالمدينة.
يقع فنار بورسعيد الذي نشأ عام 1869 ضمن دائرة حي الشرق أحد الأحياء القديمة والشهيرة ببورسعيد وكان يعرف قديما بحي الإفرنجي، ويطل الفنار بواجهته الرئيسية ناحية الشرق على شارع فلسطين «السلطان حسين سابقا» ومن الناحية الغربية على شارع ممفيس «محمود صدقي سابقا» ومن الناحية الشمالية على شارع الطائف ومن الجنوب على شارع الجبرتي. بالقرب من النهاية الداخلية لحاجز الأمواج الغربي للقناة.

## تاريخ الفنار
أنشىء هذا الفنار طبقا لما جاء بالوقائع المصرية في عهد «الخديوي إسماعيل» في يونيه 1869 م وكان عمله الفعلي في فبرايــر1870 م فعندما اتخذت الخطوات العملية لإنشاء بورسعيد كميناء بحري إثر اجتماع «ديليسبس» بالموقع في 25 أبريل 1859 م، اتخذت عدة قرارات من بينها إقامة فنار لإرشاد السفن لموقع الميناء الجديد لتهتدي بنوره السفن الـتي تتردد على المدينة قبل افتتاح القناة، لذلك كلّف ديليسبس مجموعة من العمال الأوربيين بإنشاء فنار مؤقت بقرب الـحد الجنوبي لحاجز الأمواج الغربي فكان عبارة عن دعامات من الخشب فوقها الفانوس يبلغ ارتفاعه (20م) وانتهى من إنشائه في يوليو 1859 م وكان يضيء لمسافة 25 ميلا، وكانت تلك المسافة تفي بالغرض المطلوب مـن إنشائه في بادئ الأمر، واستمر هذا الفنار يفي بالغرض حتى يونيه 1869 م.
ويصف «علي باشا مبارك» هذا الحدث فيقول: «ولما قرب انتهاء أشغال القناة وتهيؤ لسير المراكب فيه أمعن النظر في ضرورة تنوير ساحل البحر المتوسط فيما بين الإسكندرية وبورت سعيد فنارات في نقاط معينة من الساحل لتهتدي بنورها السفن التي تتردد على القناة فعقد لذلك مجلس من علماء فرنسا وغيرهم وحصل اختيار النقط بمعرفة المهندسين من البحارة وغيرهم، وصدر أمر الخديوي إسماعيل باشا إلى الكومبانية بعمل تلك الفنارات علي طرف الحكومة المصرية فعمل أربعة فنارات واحد في ساحل رشيد وأخر في البرلس والثالث بالقرب من برج العزبة عند مصب فرع دمياط والرابع في مدينة بورت سعيد بقرب مبدأ المولص الغربي».
ثم يضيف: «وقبل عمل هذه الفنارات نزلت في المزاد بين المقاولين وذلك سنة تســـع وســتين وثمانمائة والف، فرسا فنار رشيد والبرلس ودمياط على كومبانية فرنسا، ورسا فنار بورسعيد على كومبانية أخرى والثلاثة الأخرى من الحديد والرابع -فنار بورسعيد- من الصخور الصناعية -الخرسانة المسلحة- ولأجل التمييز بينها وعدم التباس أحدهما بالأخر لرائيها ممن يعرف أوضاعها جعل لكل واحد منها وضع يخصه، ففــنار رشيد متحرك وأنواره متنوعة إلى أبيض وأحمر تتغير الحمرة إلى البياض وعكسه بعد كل عشر ثوان والبرلــس ثابت بنور واحد يضيء في خمسة أثمان الأفق أما دمياط فمتحرك ونوره أبيض غير ثابت يظهر ويختفي بعد كل دقيقة وفنار بورسعيد مضطرب مرتعش كهربائي له بعد كل ثلاث ثوان غمضة وانفتاح».
ونلاحظ إن فنار بورسعيد الذي شُيّد من الخشب في عام 1859 م قبل افتتاح قناة السويس للملاحة والذي كان يقع بالقرب من الحد الجنوبي لحاجز الأمواج الغربي قد تم إيقافة بعد بناء الفنار الجديد موضوع البحث والذي ما زال قائما عند نهاية الحاجز الغربي من ناحية الشمال على مدخل القناة منذ عام 1869 م.

## الوصف المعماري للفنار
ُشيد الفنار على قاعدة بالقرب من النهاية الداخلية لحاجز الأمواج الغربي للقناة محاطا بالأحجار الضخمة لصـد الأمواج من جميع الجهات عند الافتتاح.
وما زال الفنار يحتفظ بتخطيطه الأصلي على الرغم من الإضافات التي استحدثت فيه، حيث يتكوّن من برج مثمن المسقط من الخارج في الوسط شُيّد من الخرسانة المسلحة يرتفع لمسافة (65م) بما في ذلك الفانوس الزجاجي، ومدمج في بدن البرج جناحين شمالي وجنوبي كل منهما من طابقين من الحــجر تحتوي على غـرف ومكاتب كانت تستخدم سكن للملاحظين والإداريين والجناح الشمالي متصل ببدن برج الفنار عن طريق باب أو ممـر في الطابق الأرضي في الناحية الجنوبية الشرقية.
ويمثل برج الفنار وجناحيه الشمالي والجنوبي مستطيل منتظم الأبعاد يشغل مساحة 30 طول×6م عرض 180م2 بخلاف المساحة المضافة للجناح الشمالي من ناحية الغرب والتي تبلغ 80 ,16 ×10, 4م عرض.
ويتميز التخطيط الأصلي للفنار وملحقاته بالتناظر والتماثل من حيث المساحة وتوزيع الأبواب والنوافذ -خاصـة جناحيه الشمالي والجنوبي- «استراحة ومكاتب الملاحظين».
يطل برج الفنار وملحقاته بواجهته الرئيسية ناحية الشرق المطلة على ميناء بورسعيد على شارع فلسطين «السلطان حسين سابقا».
حيث تحتفظ هذه الواجهة بعناصرها الأصلية من عصر البناء فهي تمتد بطول (30م) من أقصى الشمال الي أقصى جنوب المبنى ويبلغ ارتفاعها (8م) حتى نهاية الطابق الأول للجناحين الشمالي والجنوبي. ويمكن تقسيم الواجهة إلى ثلاثة أقسام رئيسية:-
أولا: القسم الأوسط (البرج والفانوس):
يشغله برج الفنار حيث يطل بقاعدته من أسفل على هذه الواجهة بثلاثة أوجه من أضلع مثمن برج الفنار بعرض (90,9م) وارتفاع (56م) حتى نهاية غرفة العدسة وآلات التنوير «الفانوس» حيث ترتد قاعدته من الخارج إلى الداخل بواسطة ثلاثة ارتدادات بارتفاع (2م) عن سطح الأرض حتى تصل إلى مدخل الفنار والذي يتوسـط بدوره الوجه الأوسط من أوجه أضلع المثمن الثلاثة، وهو مدخل غائر (50سم) نظم في كتلة تبرز عن سمـت الواجهة وتصل إليه عن طريق سلم من أربع درجات تؤدي إلى صدفة «بسطة» اتساعها (40 ,1م) وعلى بعد (10, 1م) منها نصل إلى فتحة باب الفنار وهو باب مستطيل اتساعه (4 ,1م) وارتفاع (60 ,3م) يؤدي إلى ممر خلف الباب الخشبي بطول (40، 2م) تؤدي إلى ردهة المدخل.
ويغلق على فتحة باب الفنار باب خشبي ذو مصراعين متماثلين يبلغ ارتفاعه (2,60م) واتسـاعه (1,40م) وعلى ارتفاع (4م) من بداية عقد الباب نصل إلى إطارين بارزين من الحجر يستخدمان كحلية زخرفية ويحددان نهاية الطـابق الأول لبرج الفنار من الخارج.
ثم ينطلق في الفضاء باقي مثمن برج الفنار بانحدار طفيف إلى الداخل بانسـياب ورشاقة حتى نصل إلى إفريز حجري بارز حوالي (30سم) يزخرف ويحيط ببرج الفنار من الخارج على ارتفاع (32 م)من نهاية الإطار السابق.
ويمثل الإفريز قاعدة غرفة «مراقبة تشغيل العدسة والأنوار» وعلى ارتفاع ثمانية أمتار من هذا الإفريز نصل إلى الشرفة الحجرية التي تبرز إلى الخارج عن جدار البرج بحوالي (75سم) وهي محمولة على إطارين بارزين كما يحيط بالشرفة درابزين من قوائم حديدية، ويعلو الشرفة الطابق الأخير غرفة العدسة والمصابيح «الفانوس» وهي ذات بدن أسطواني يبلغ ارتفاعه حوالي خمسة أمتار مقسم إلى جزئين، القسم ناحية الشمال صنع من الزجاج الشفاف ليتمكن الضوء من النفاذ لإرشاد السفن لموقع الميناء أما القسم الثاني الجنوبي فهو من الحديد، ويلي هذا البدن الأسطواني خوذة حديدية يبلغ ارتفاعها حوالي (2م) وقد شكلت على هيئة بصلية قطاعها عقد مدبب يعلوها رقبة أسطوانية يتكئ عليها القبة الثانية وهي على هيئة قمعية يخـرج من مركزها سفود حديدي يحمل العلامات الملاحية في نهاية برج الفنار.
ثانيا: القسم الشمالي:
يشغله الجناح الشمالي وكان يستخدم مع الجناح الجنوبي كاستراحة ومكاتب للعاملين وملاحظين الفنار، وهو عبارة عن مساحة مستطيلة مكونة من طابقين وقد أدمج في المبـنى إضافة في الناحية الغربية بطول (80, 16×10, 4م).
أما الطابق الأول فنصل إليه عن طريق سلم داخلي من الخشب وهو سلم ببئر مفتوحة مكون من قلبتين وصـدفه «بسطة» وهو من الخشب تبلغ عدد درجاته 21 درجة ويشمل الطابق الأول على أربعة غرف وطرقة وحمام.
ثالثا: القسم الجنوبي:
يشغله الجناح الجنوبي وهو عبارة عن مساحة مستطيلة مكونة من طابقين بطــول (60, 10م×6م عرض ×40,8م ارتفاع) وهو على مساحته الأصلية وهو متشابه تماما مع الجناح الشمالي إلا من بعــض التعديلات الحديثة في أبواب وشبابيك الطابق الأرضي والطابق الأول.

## الوضع المعماري والإنشائي
يعتبر هذا الفنار أول منارة بنيت بالخرسانة المسلحة في العالم، وقد اشرف على بنائه المهندس الفرنسي الشهير فرنسوا كونييه، وما يميزه ليس فقط أسبقيته في مادة البناء ولكن أيضا استمراره وثباته طوال هذا الوقت حيث تعتبر هذه هي المرة الأولي التي يستخدم فيها هذا النوع من الأعمال في البناء إذ قام البناءون يوما بعد يوم برص طبقات يصل سمكها من 20 إلى 25 سم، ثم راكموها بدقها بعضها على بعض، ولضمان تماسك المكونات ككل، كان يتم تدعيم الخليط داخليا بدعامات بناء حديديه مسطحة تُرص اما بتوجيهها نحو مركز مشترك موحد أو بزوايا عمودية قائمة. وكان هذا بمثابة ابتكار وتجديد: إذ تم استخدام الخرسانة منذ ذلك الحين كمادة بناء مستقلة، وليس فقط كمادة للحشو، مع تدعيمها، فضلا عن ذلك بدعامات معدنية. فلقد كان ذلك ببساطة عبارة عن اختراع الخرسانة المسلحة.
استخدم الحجر في بناء ملحقات الفنار الجناحين الشمالي والجنوبي بسمك 50 سم وبنيت الإضافة في الناحيــة الغربية من الجناح الشمالي بالطوب الأحمر، وبني برج الفنار بالخرسانة المسلحة ويوجد سلم حلزوني من حديد الزهر للصعود لفانوس الفنار قمة البرج بواسطة 290 درجة متكيف مع الحـيز الضيق –قطر البرج الداخلي 4.40 سم- والذي لا يسمح باستخدام السلم ذي القلبات الممتدة، وكسيت جدران الفنار الداخلية بطبقة من الدهان باللون الأبيض ودهنت جدران الملحقات الداخلية والخارجيـــة باللون الأصفر الغامق كما كسيت أضلع المثمن الخارجية من ناحية الشمال باللون الأبيض والأسود بشـكل تبادلي لأغراض الإرشاد النهاري.
يذكر ان الفنار كان يتميز بوجود كرة أعلى البرج كانت تستعمل لتعيين الوقت من خلال احداث صوت دوي ناتج عن سقوطها بفعل هواء الاستيم يُسمع يوميا في تمام الساعة الثامنة صباحا ومنتصف اليوم والساعة الرابعة عصرا.

## التصور المستقبلي
ينادي الكثير من المثقفين والمواطنين حاليا بالحفاظ على الفنار واستغلال قيمته الأثرية والتاريخيه الكبيرة فضلا عن موقعه المميز في مواجهة قناة السويس والممشى السياحي ببورسعيد بتحويله إلى متحف بحري، خصوصا وانه لم يعد يستخدم في إرشاد السفن بعد إنشاء فنار جديد بالمدينة.